# Manfreda galvaniae
Manfreda galvaniae là một loài thực vật có hoa trong họ Măng tây. Loài này được A.Castañeda, S.Franco & García-Mend. mô tả khoa học đầu tiên năm 2005.